# Punto cardinal

Puntos cardinales

Los puntos cardinales son los cuatro sentidos que conforman un sistema de referencia cartesiano para representar la orientación en un mapa o en la propia superficie terrestre (norte, sur, este, oeste). Estos puntos cardinales son el este, que viene señalado por el lugar aproximado donde sale el sol cada día; el oeste, el punto indicado por la puesta del sol en su movimiento aparente, y si a la línea este–oeste se la considera como el eje de las abscisas en un sistema de coordenadas geográficas, el eje de las ordenadas estaría descrito por la línea norte–sur, que se corresponde con el eje de rotación terrestre. Esta composición genera cuatro ángulos de noventa grados que a su vez se dividen por las bisectrices, generando noroeste, sudoeste, nordeste y sudeste. Se repite la misma operación y se obtiene la rosa de los vientos, que es usada en navegación desde siglos ancestrales.
Los puntos ordinales (también llamados direcciones intercardinales) son noreste (NE), sudeste (SE), sudoeste (SO), y noroeste (NO). La dirección intermedia de cada conjunto de dirección intercardinal y cardinal es denominado la dirección intecardinal secundaria. Estos ocho puntos más cortos en la rosa de los vientos que se muestra a la derecha son:
- Oesnoroeste  (ONO)[3]
- Nornoroeste (NNO)
- Nornordeste o nornoreste (NNE)[4]
- Estenordeste (ENE)[5]
- Estesudeste  (ESE)[6]
- Sursudeste o sudsudeste (SSE)[7]
- Sursudoeste o sudsudoeste (SSO)[8]
- Oesudoeste (OSO)[9]

## Etimología
La palabra «cardinal» se deriva del nombre latino cardo, que identificaba, en las ciudades romanas, la calle trazada de norte a sur y que pasaba por el centro de la ciudad. Esto significa que el único punto verdaderamente cardinal —al menos desde el punto de vista etimológico— debería ser el norte, y, en menor grado, el sur. Por eso se usa la expresión «de una importancia cardinal» cuando se quiere resaltar esa importancia. De los puntos cardinales, es el norte el que identifica la dirección de la orientación, por lo que suele decirse en sentido figurado que una persona ha perdido su Norte cuando se encuentra desorientada o ha perdido su rumbo. 
Se conocen también los puntos cardinales como los cuatro sentidos o puntos principales de la rosa de los vientos, que son:
- norte;
- sur;
- este;
- oeste.

Los nombres de los puntos cardinales son de origen germánico (nordri = norte, sudri = sur, austri = este y vestri = oeste, según la mitología nórdica) y se incorporaron en una época relativamente reciente al idioma español y al resto de las lenguas latinas (es decir, lenguas derivadas del latín) . Antes, los nombres de los puntos cardinales eran, en español: 
- Septentrión o Boreal para el norte.
- Meridión o Austral para el sur.
- Solano o Levante para el este.
- Céfiro o Poniente para el oeste.

El término «mediodía» y su equivalente en otros idiomas latinos también se refiere a la región meridional de un país en el hemisferio norte, especialmente en Italia (Mezzogiorno) y en Francia (Midi), precisamente porque estas regiones se ubican hacia el lado donde se encuentra el sol al mediodía con relación al resto del país.

## Localización

### Diferencia de rumbo

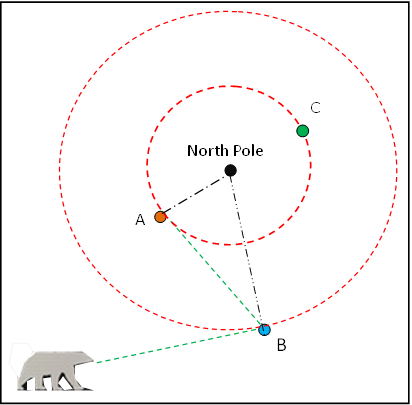
Los círculos de latitud cerca del Polo Norte se muestran en rojo. Para que A y B se enfrenten, A tiene que mirar al Este pero B no al Oeste. Si B mirara al Oeste, vería a un oso mirándola como su próxima comida. Para que A y C se enfrenten, ambos tendrían que mirar al Norte

Mantener un rumbo no es, en general, lo mismo que ir en dirección recta a lo largo de un gran círculo. A la inversa, uno puede mantener un gran círculo y el rumbo puede cambiar. Así, el rumbo de un camino recto que cruza el Polo Norte cambia bruscamente en el Polo de Norte a Sur. Cuando se viaja hacia el Este o el Oeste, sólo en el Ecuador se puede mantener el Este o el Oeste e ir en línea recta (sin necesidad de dirigir). En cualquier otro lugar, el mantenimiento de la latitud requiere un cambio de dirección, requiere el gobierno. Este cambio de dirección se vuelve cada vez más insignificante a medida que uno se desplaza a una latitud más baja.

### Brújula magnética

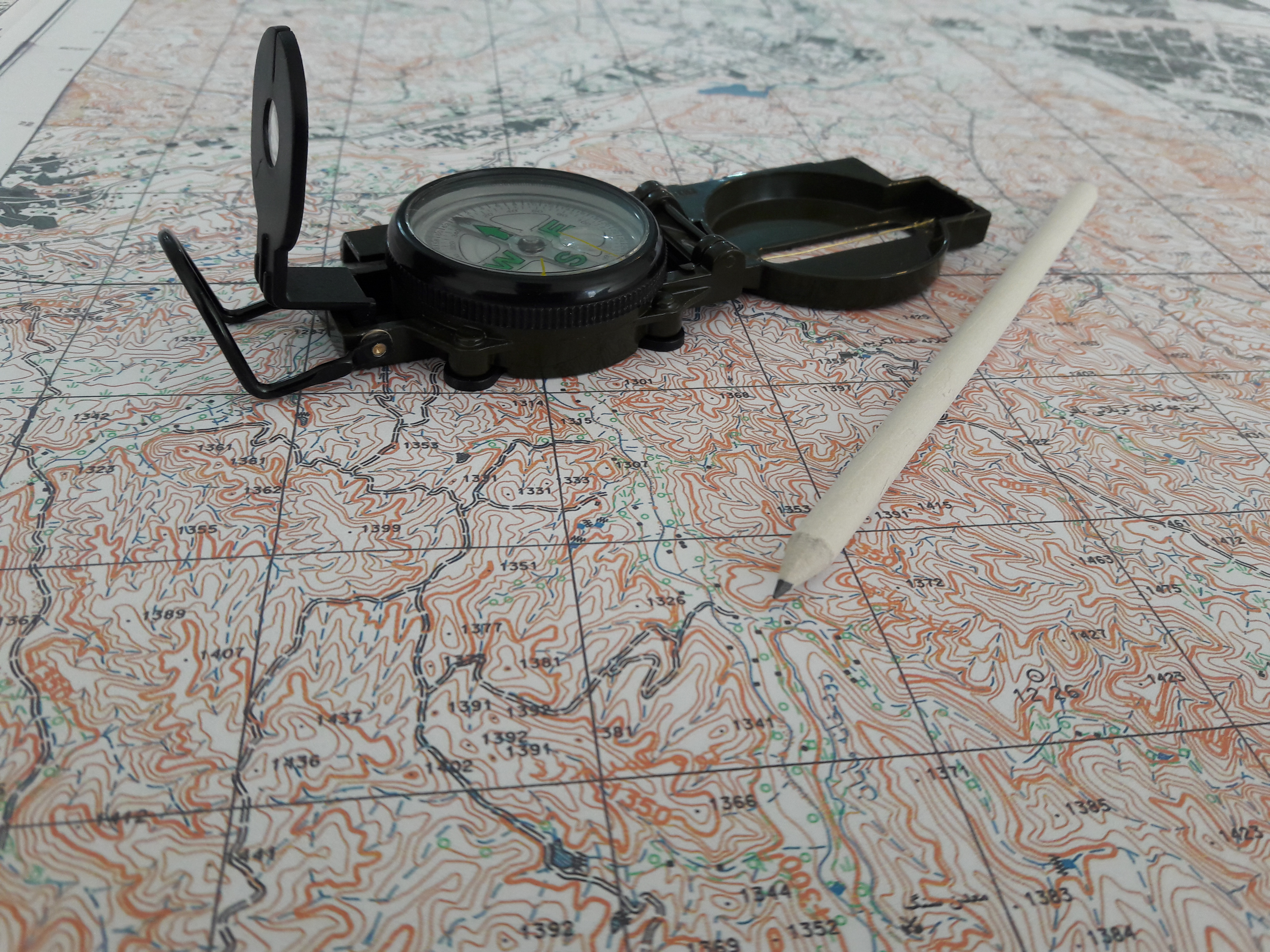
Una brújula y un mapa

La Tierra tiene un campo magnético que está aproximadamente alineado con su eje de rotación. Una brújula magnética es un dispositivo que utiliza este campo para determinar los puntos cardinales. Las brújulas magnéticas son muy utilizadas, pero sólo tienen una precisión moderada. El polo norte de la aguja magnética apunta hacia el polo norte geográfico de la Tierra y viceversa. Esto se debe a que el polo norte geográfico de la tierra se encuentra muy cerca del polo sur magnético de la tierra. Este polo magnético sur de la tierra situado en un ángulo de 17 grados con respecto al polo norte geográfico atrae al polo norte de la aguja magnética y viceversa.

### Sol
La posición del Sol en el cielo puede utilizarse para orientarse si se conoce la hora general del día. Por la mañana, el Sol sale más o menos por el este (hacia el este sólo en los equinoccios) y sigue hacia el sur (en el hemisferio norte) o hacia el norte (en el hemisferio sur). Al atardecer, el Sol se pone en el oeste, de nuevo de forma aproximada y sólo hacia el oeste exactamente en los equinoccios. En las horas centrales del día, se sitúa al sur para los espectadores del hemisferio norte, que viven al norte del Trópico de Cáncer, y al norte para los del hemisferio sur, que viven al sur del Trópico de Capricornio. Este método no funciona muy bien cuando está más cerca del ecuador (es decir, entre el Trópico de Cáncer y el Trópico de Capricornio) ya que, en el hemisferio norte, el sol puede estar directamente encima o incluso al norte en verano. Por el contrario, en las latitudes bajas del hemisferio sur el sol puede estar al sur del observador en verano. En estos lugares, primero hay que determinar si el sol se mueve de este a oeste por el norte o por el sur observando sus movimientos: de izquierda a derecha significa que pasa por el sur, mientras que de derecha a izquierda significa que pasa por el norte; o se pueden observar las sombras del sol. Si se mueven en el sentido de las agujas del reloj, el sol estará en el sur a mediodía, y si se mueven en sentido contrario, el sol estará en el norte a mediodía. El sol sale por el este y se pone por el oeste.
Debido a la inclinación axial de la Tierra, independientemente de la ubicación del observador, sólo hay dos días al año en los que el sol sale precisamente por el este. Estos días son los equinoccios. En todos los demás días, dependiendo de la época del año, el sol sale al norte o al sur del verdadero este (y se pone al norte o al sur del verdadero oeste). En todos los lugares, el sol sale por el norte del este (y se pone por el norte del oeste) desde el equinoccio del norte hasta el equinoccio del sur, y sale por el sur del este (y se pone por el sur del oeste) desde el equinoccio del sur hasta el equinoccio del norte.

### Esfera del reloj

Un método para identificar las direcciones norte y sur utilizando el sol y un reloj analógico de 12 horas o un reloj ajustado a la hora local, 10:10 a. m. en este ejemplo

Existe un método tradicional por el que se puede utilizar un reloj analógico para localizar el norte y el sur. El Sol parece moverse en el cielo durante un período de 24 horas, mientras que la aguja horaria de un reloj de 12 horas tarda doce horas en completar una rotación. En el hemisferio norte, si el reloj se gira de forma que la aguja de las horas apunte hacia el Sol, el punto a medio camino entre la aguja de las horas y las 12 indicará el sur. Para que este método funcione en el hemisferio sur, las 12 apuntan hacia el Sol y el punto a medio camino entre la manecilla de las horas y las 12 indicará el norte. Durante el horario de verano, se puede emplear el mismo método utilizando la 1 en lugar de las 12. La diferencia entre el hora local y la hora de la zona, la ecuación del tiempo y (cerca de los trópicos) el cambio no uniforme del acimut del Sol a diferentes horas del día limitan la precisión de este método.

### Reloj de Sol
Un reloj de sol portátil puede utilizarse como un instrumento más preciso que un reloj para determinar los puntos cardinales. Debido a que el diseño de un reloj de sol tiene en cuenta la latitud del observador, puede ser utilizado en cualquier latitud. Ver: Reloj de sol#Uso de un reloj de sol como brújula.

### Astronomía
La Astronomía proporciona un método para encontrar la dirección por la noche. Todas las estrellas parecen estar situadas en la esfera celeste imaginaria. Debido a la rotación de la Tierra, la esfera celeste parece girar alrededor de un eje que pasa por los polos norte y sur de la Tierra. Este eje interseca la Esfera Celeste en los polos celestes del Norte y del Sur, que para el observador parecen estar directamente sobre el Norte y el Sur respectivamente en el horizonte.
En ambos hemisferios, las observaciones del cielo nocturno muestran que las estrellas visibles parecen moverse en trayectorias circulares, causadas por la rotación de la Tierra. Esto se aprecia mejor en una fotografía de larga exposición, que se obtiene bloqueando el obturador abierto durante la mayor parte de la intensa obscuridad de una noche sin luna. La fotografía resultante revela una multitud de concéntricos arcos (porciones de círculos perfectos) de los que se puede derivar fácilmente el centro exacto, y que corresponde al Polo celeste, que se encuentra directamente sobre la posición del polo verdadero (Norte o Sur) en el horizonte.
Una fotografía publicada en  expuesta durante casi 8 horas demuestra este efecto.
El polo celeste norte está actualmente (pero no permanentemente) a una fracción de 1 grado de la brillante estrella Polaris. La posición exacta del polo cambia durante miles de años debido a la precesión de los equinoccios. Polaris también se conoce como Estrella del Norte, y se llama genéricamente estrella polar o lodestar. Polaris sólo es visible durante el clima en la noche para los habitantes del Hemisferio Norte.
El asterismo "Osa Mayor" puede utilizarse para encontrar a Polaris. Las 2 estrellas de las esquinas de la "cacerola" (las opuestas al mango) apuntan por encima de la parte superior de la "cacerola" a Polaris.
Mientras que los observadores del hemisferio norte pueden utilizar la estrella Polaris para determinar el polo celeste norte, la Sigma Octantis de la constelación Estrella del Sur apenas es visible para utilizarla en la navegación. Por esta razón, la alternativa preferida es utilizar la constelación Crux (La Cruz del Sur). El polo sur celeste se encuentra en la intersección de (a) la línea a lo largo del eje largo de Crux (es decir, a través de Alpha Crucis y Gamma Crucis) y (b) una línea que biseca perpendicularmente la línea que une los "Punteros" (Alpha Centauri y Beta Centauri).

### Girocompás
A finales del siglo XIX, en respuesta al desarrollo de los acorazados con grandes cañones transversales que afectaban a las brújulas magnéticas, y posiblemente para evitar la necesidad de esperar a que hubiera buen tiempo por la noche para verificar con precisión la alineación con el norte verdadero, se desarrolló el girocompás para su uso a bordo. Como encuentra el norte verdadero, en lugar del magnético, es inmune a las interferencias de los campos magnéticos locales o de a bordo. Su principal desventaja es que depende de una tecnología que muchos particulares podrían considerar demasiado cara para justificarla fuera del contexto de una gran operación comercial o militar. También requiere una fuente de alimentación continua para sus motores, y que pueda dejarse en un lugar durante un periodo de tiempo mientras se alinea correctamente.

### Navegación por satélite
A finales del siglo XX, la llegada del Sistema de  Global por satélite (GPS) proporcionó otro medio para que cualquier persona pudiera determinar el norte verdadero con precisión. Aunque los receptores de GPS (GPSR) funcionan mejor con una visión clara de todo el cielo, funcionan de día o de noche, y en todas las condiciones meteorológicas, excepto en las más severas. Los organismos gubernamentales responsables de los satélites los supervisan y ajustan continuamente para mantener su alineación precisa con la Tierra. A diferencia de la brújula giroscópica, que es más precisa cuando está parada, el receptor GPS, si sólo tiene una antena, debe estar en movimiento, normalmente a más de 0,1 mph (0,2 km/h), para mostrar correctamente las direcciones de la brújula. En los barcos y aviones, los receptores GPS suelen estar equipados con dos o más antenas, fijadas por separado al vehículo. Se determinan las latitudes y longitudes exactas de las antenas, lo que permite calcular los rumbos cardinales en relación con la estructura del vehículo. Dentro de estas limitaciones, los GPSR se consideran precisos y fiables. El GPSR se ha convertido así en la forma más rápida y cómoda de obtener una alineación verificable con los puntos cardinales.

## Nombres únicos (no compuestos) de las direcciones intercardinales

Direcciones cardinales y no compuestas en estonio y finlandés. Obsérvese la mezcla de "sur" y "sudoeste". Otros entremezclados entre las direcciones sur y noroeste se dan en otras lenguas finlandesas

En algunas lenguas, como el estonio, el finés y el bretón, los rumbos intercardinales tienen nombres que no son compuestos de los nombres de los rumbos cardinales (como, por ejemplo, noreste se compone de norte y este). En estonio, son kirre (noreste), kagu (sudeste), edel (sudoeste) y loe (noroeste), en finés koillinen (noreste), kaakko (sudeste), lounas (sudoeste) y luode (noroeste). En japonés, se da la interesante situación de que las palabras japonesas nativas (yamato kotoba, lecturas kun de los kanji) se utilizan para las direcciones cardinales (como minami para 南, sur), pero las palabras chinas prestadas (sobre lecturas de los kanji) se utilizan para las direcciones intercardinales (como tō-nan para 東南, sudeste, lit. "este-sur"). En el idioma malayo, si se añade laut (mar) al este (timur) o al oeste (barat) se obtiene el noreste o el noroeste, respectivamente, mientras que si se añade daya al oeste (dando barat daya) se obtiene el sudoeste. El sudeste tiene una palabra especial: tenggara.
El sánscrito y otras lenguas indias que lo toman prestado utilizan los nombres de los dioses asociados a cada dirección: este (Indra), sudeste (Agni), sur (Yama/Dharma), sudoeste (Nirrti), oeste (Varuna), noroeste (Vayu), norte (Kubera/Cielo) y noreste (Ishana/Shiva). El norte se asocia con el Himalaya y el cielo, mientras que el sur se asocia con el inframundo o la tierra de los padres (Pitr loka). Las direcciones se nombran añadiendo "disha" a los nombres de cada dios o entidad: por ejemplo, Indradisha (dirección de Indra) o Pitrdisha (dirección de los antepasados, es decir, el sur).
Los puntos cardinales de la lengua Hopi y del dialecto Tewa hablado por los Hopi-Tewa están relacionados con los lugares de salida y puesta del sol en los solsticios, y corresponden aproximadamente a los puntos intercardinales europeos.